# Боровлянка (Притобольний район)
Боровля́нка (рос. Боровлянка) — село у складі Притобольного району Курганської області, Росія. Адміністративний центр Боровлянської сільської ради.
Населення — 867 осіб (2010, 1086 у 2002).
Національний склад станом на 2002 рік:
- росіяни — 93 %